# Oidaematophorus vafradactylus
Oidaematophorus vafradactylus is een vlinder uit de familie vedermotten (Pterophoridae). De wetenschappelijke naam is voor het eerst geldig gepubliceerd in 1966 door Svensson.
De soort komt voor in Europa.